# Tyrese Martin
Tyrese Jeffrey Martin (Allentown, 7 marzo 1999) è un cestista statunitense, professionista nella NBA.

## Carriera
Dopo aver trascorso due stagioni con i Rhode Island Rams e altrettante con gli UConn Huskies, nel 2022 si dichiara per il Draft NBA, venendo chiamato con la cinquantunesima scelta dai Golden State Warriors, che lo cedono agli Atlanta Hawks in cambio di Ryan Rollins.

## Statistiche

### NCAA
| Anno      | Squadra        | PG  | PT | MP   | TC%  | 3P%  | TL%  | RP  | AP  | PRP | SP  | PP   |
| --------- | -------------- | --- | -- | ---- | ---- | ---- | ---- | --- | --- | --- | --- | ---- |
| 2018-2019 | R. Island Rams | 33  | 19 | 27,0 | 41,8 | 31,1 | 64,8 | 5,2 | 1,0 | 0,8 | 0,3 | 8,1  |
| 2019-2020 | R. Island Rams | 30  | 30 | 34,2 | 43,3 | 32,1 | 66,2 | 7,0 | 1,1 | 1,1 | 0,3 | 12,8 |
| 2020-2021 | UConn Huskies  | 22  | 21 | 30,1 | 44,0 | 32,0 | 67,2 | 7,5 | 1,0 | 1,0 | 0,5 | 10,3 |
| 2021-2022 | UConn Huskies  | 29  | 29 | 32,1 | 44,9 | 43,0 | 68,9 | 7,5 | 1,9 | 0,8 | 0,5 | 13,6 |
| Carriera  | Carriera       | 114 | 99 | 30,8 | 43,5 | 34,6 | 67,0 | 6,7 | 1,3 | 0,9 | 0,4 | 11,1 |

#### Massimi in carriera
- Massimo di punti: 27 vs Butler (20 gennaio 2022)[6]
- Massimo di rimbalzi: 16 (2 volte)
- Massimo di assist: 4 (5 volte)
- Massimo di palle rubate: 6 vs St. John's (18 gennaio 2021)
- Massimo di stoppate: 3 vs Maryland-College Park (21 dicembre 2019)
- Massimo di minuti giocati: 40 vs Davidson (22 febbraio 2020)

### NBA

#### Regular Season
| Anno      | Squadra       | PG | PT | MP   | TC%  | 3P%  | TL%  | RP  | AP  | PRP | SP  | PP  |
| --------- | ------------- | -- | -- | ---- | ---- | ---- | ---- | --- | --- | --- | --- | --- |
| 2022-2023 | Atlanta Hawks | 16 | 0  | 4,1  | 39,1 | 14,3 | 100  | 0,8 | 0,1 | 0,1 | 0,0 | 1,3 |
| 2024-2025 | Brooklyn Nets | 60 | 11 | 21,9 | 40,6 | 35,1 | 79,3 | 3,7 | 2,0 | 0,6 | 0,2 | 8,7 |
| Carriera  | Carriera      | 76 | 11 | 18,2 | 40,6 | 34,6 | 80,0 | 3,0 | 1,6 | 0,5 | 0,1 | 7,2 |

#### Massimi in carriera
- Massimo di punti: 30 vs Phoenix Suns (27 novembre 2024)[7]
- Massimo di rimbalzi: 8 vs Utah Jazz (12 gennaio 2025)
- Massimo di assist: 4 vs Los Angeles Clippers (16 gennaio 2025)
- Massimo di palle rubate: 2 (2 volte)
- Massimo di stoppate: 1 (5 volte)
- Massimo di minuti giocati: 37 vs Los Angeles Clippers (16 gennaio 2025)

### G League
| Anno      | Squadra          | PG | PT | MP   | TC%  | 3P%  | TL%  | RP  | AP  | PRP | SP  | PP   |
| --------- | ---------------- | -- | -- | ---- | ---- | ---- | ---- | --- | --- | --- | --- | ---- |
| 2022-2023 | C.P. Skyhawks    | 30 | 28 | 33,2 | 50,4 | 35,2 | 78,4 | 8,8 | 1,7 | 0,9 | 0,3 | 18,1 |
| 2023-2024 | Iowa Wolves      | 39 | 32 | 33,5 | 44,7 | 32,1 | 83,1 | 7,6 | 3,2 | 0,9 | 0,6 | 16,8 |
| 2024-2025 | Long Island Nets | 2  | 2  | 31,7 | 39,5 | 28,6 | 100  | 5,5 | 4,0 | 0,5 | 1,0 | 21,0 |
| Carriera  | Carriera         | 71 | 62 | 33,3 | 46,9 | 32,9 | 81,7 | 8,1 | 2,6 | 0,9 | 0,5 | 17,5 |